# カサノバ (1976年の映画)
『カサノバ』（イタリア語: Il Casanova di Federico Fellini, 「フェデリコ・フェリーニのカサノヴァ」の意）は、1976年製作・公開のイタリア・アメリカ合作映画である。晩年に自伝『我が生涯の物語』を残し、性豪として有名なジャコモ・カサノヴァの波乱に満ちた人生を、女性遍歴を中心に映画化した作品。彼の生きた18世紀のヨーロッパ各国の宮廷や貴族社会を絢爛豪華なセットや衣裳で描いている。
第49回アカデミー賞衣裳デザイン賞受賞。
なお、この作品の制作中、初めの約三週間に撮影した70リール程のフィルムが、ピエル・パゾリーニの『ソドムの市』などとともに盗難に遭う事件が起こったため、フェリーニはヴェニスのカーニバルのシーンも含めたそれらの部分を撮り直さなければならなかった。

## キャスト
| 役名                                                              | 俳優                       | 日本語吹替                                        |
| 役名                                                              | 俳優                       | テレビ朝日版                                      |
| ----------------------------------------------------------------- | -------------------------- | ------------------------------------------------- |
| ジャコモ・カサノバ                                                | ドナルド・サザーランド     | 金内吉男                                          |
| アンリエット                                                      | ティナ・オーモン           | 佐々木優子                                        |
| デュルフェ侯爵夫人                                                | シセリー・ブラウン         | 藤夏子                                            |
| マッダレーナ                                                      | マルガレート・クレマンティ | 沢田敏子                                          |
| イザベラ                                                          | オリンピア・カルリージ     | 吉田理保子                                        |
| アンナ・マリア                                                    | クラリッサ・マリー・ロール | 深見理佳                                          |
| シャルピヨン                                                      | カルメン・スカルピッタ     | 沢田敏子                                          |
| マルコリーナ                                                      | クララ・アルグランティ     | 滝沢久美子                                        |
| サンジェルマン伯爵                                                | ハロルド・イノセント       | 田口昴                                            |
| デュポワ                                                          | ダニエル・ベレンシュタイン | 徳丸完                                            |
| タル―卿                                                           | ジョン・カールセン         | 藤本譲                                            |
| リゲット                                                          | マリオ・ガリアルド         | 麦人                                              |
| 不明 その他                                                       |                            | 池田勝 上田敏也 島香裕 京田尚子 小宮和枝 龍田直樹 |
|                                                                   |                            |                                                   |
| 演出                                                              | 演出                       | 蕨南勝之                                          |
| 翻訳                                                              | 翻訳                       | 入江敦子                                          |
| 効果                                                              |                            |                                                   |
| 調整                                                              |                            |                                                   |
| 制作                                                              | 制作                       | ニュージャパンフィルム                            |
| 解説                                                              | 解説                       | 飯干恵子                                          |
| 初回放送：1987年10月3日・10日『ウィークエンドシアター』ノーカット |                            |                                                   |

## スタッフ
- 監督：フェデリコ・フェリーニ
- 製作：アルベルト・グリマルディ
- 原案：フェデリコ・フェリーニ
- 脚本：フェデリコ・フェリーニ、ベルナルディーノ・ザッポーニ
- 撮影：ジュゼッペ・ロトゥンノ
- 音楽：ニーノ・ロータ
- 美術：フェデリコ・フェリーニ

## 関連事項
- 1980年の日本公開映画

## 註
1. ↑  『昭和55年 写真生活』（2017年、ダイアプレス）p38
2. ↑  Kezich, Tullio (2006). Federico Fellini: His Life and Work. New York: Faber and Faber. p. 323. ISBN 978-0-571-21168-5